# Wanted
Wanted (literalment en català: "Es busca") és una pel·lícula estatunidenca d'acció la data estrenada el 2008. El film és dirigit per Timur Bekmambetov, basant-se en el còmic homònim de Mark Millar. En el repartiment destaquen actors com James McAvoy, Angelina Jolie i Morgan Freeman.

## Argument
Wesley Gibson (James McAvoy) és un jove cansat i aclaparat per haver de viure'n com un més al món, sense destacar en res, suportant la pressió que rep per part dels seus superiors en el treball i per un altre costat, la incomprensió per part de la seva promesa. Convençut que no podrà fer res més en la seva vida per seguir igual, el sobtat assassinat del seu pare, donarà un bolc a la seva vida. Fox (Angelina Jolie) troba Wesley en una farmàcia i li dona l'oportunitat de venjar el seu pare, explicant-li que era membre d'una organització d'assassins. Després d'acceptar l'oferiment Fox el presenta al líder de l'organització, Sloan (Morgan Freeman), qui l'ensenyarà a seguir els passos del seu pare perquè arribi a ser millor que ell i poder venjar la seva mort.

## Repartiment
- Angelina Jolie: Fox.
- Chris Pratt: Barry.
- Common: Gunsmith.
- David O'Hara: 'Sr. X.
- James McAvoy: Wesley Gibson.
- Morgan Freeman: Sloan.
- Thomas Kretschmann: Cros.

## Producció

### Guió
Els capítols del còmic de Wanted de Mark Millar van atreure l'atenció de l'executiu d'Universal Pictures, Jeff Kirschenbaum, un admirador dels còmics que estava interessat a realitzar una adaptació cinematogràfica i va animar a la productora que es fes amb els drets de la sèrie de Millar. El 2004, el productor Marc Platt va preparar el desenvolupament de l'adaptació i al desembre de 2005, el director rusokazajistaní, Timur Bekmambetov va ser contractat per dirigir la seva primera pel·lícula de parla anglesa amb el guió de Derek Haas i Michael Brandt. Després de llegir el primer esborrany, Millar va declarar que no li acabava de convèncer: 
| « | Volia que la pel·lícula fos just el contrari del que era Spiderman, la idea que algú obtingui poders i descobreixi que pot fer el que li plagui i que triï el costat fosc. Aquell guió era més del mateix. Semblava una "americanada" fins que va venir Timur amb la seva collita de la Europa de l'Est i ho va convertir en una mica més sòrdid. [Timur Bekmambetov] Buscava l'essència del còmic. | » |

Bekambetov va comentar que la pel·lícula podria mantenir els mateixos personatges que els de el còmic (finalment no va anar així) encara que el director es va prendre lliberts en adaptar el còmic a la pantalla gran. Al juliol de 2006, el guionista Chris Morgan va ser contractat per revisar el tercer acte de l'esborrany escrit per Haas i Brandt, que van tornar a polir al personatge de Wesley Gibson, que quedava establert en el primer esborrany.

## Càsting
Mark Millar, després de previsualizar el rodatge de la pel·lícula va declarar que la producció cinematogràfica complia les seves expectatives. Segons la seva opinió, la primera meitat de la pel·lícula s'assemblava a la novel·la gràfica igual que el final, encara que també va trobar algunes diferències respecte a la seva obra. El vestit de superheroi del còmic va ser també rebutjat a excepció de l'abillament de cuir desgastat de Wesley Gibson i Fox. Casualment, va haver un intent per part d'escriure la novel·la gràfica, encara que ell i J. G. Jones van decidir oblidar-se.
| « | Volia que [els personatges] tinguessin poders i que vestissin aquesta vestimenta per l'inici, però només un per una escena. I em vaig oblidar. | » |

Millar va afegir que li hagués agradat que apareguessin els superdolents del còmic en el film, no obstant això va ser tolerant amb la major part dels canvis de l'argument, entre els quals es troba el teler de la destinació, que decidia la sort dels que havien de morir. Angelina Jolie va demanar la mort per a Fox considerant que "si ella tan sols matava gent sense justificació i formava part d'alguna cosa que no era justa, hauria de llevar-se la vida."
Al començament de 2006, James McAvoy es va presentar al càsting de repartiment, però va ser rebutjat, ja que l'estudi buscava un actor amb una destacada trajectòria a Hollywood, i atlètic. Finalment van reflexionar i va ser escollit per la seva complexió introvertida en comparació dels altres que es van presentar. Segons McAvoy, la productora buscava algun geek. L'octubre de 2006 va ser triat i va començar a exercitar-se per millorar la seva condició física per a les escenes d'acció, durant el rodatge, l'actor va sofrir diverses lesions, entre elles un esquinç.
Angelina Jolie va ser triada al març de 2007 després que el guionista Dean Georgaris reescrivís el guió per adaptar-lo a ella. Millar es va tornar més entusiasta amb el projecte al saber que Jolie havia acceptat el paper de Fox i va declarar: "l'única manera de trobar una gran estrella per a aquest paper és haver contractat un arrossegat Tom Cruise. Jolie va decidir fer que el seu personatge semblés "distant i intractable" per la sorprenent calma d'ella en diverses escenes. L'actriu va comentar que es va inspirar en Clint Eastwood, que la va dirigir en L'intercanvi, per a la seva actuació.
Common va estar interessat a aconseguir un paper després de llegir el guió i pel fet de treballar juntament amb McAvoy, Jolie i Morgan Freeman. Per preparar-se per al seu paper va haver d'aprendre a usar armes de foc encara que va al·legar no ser-ne partidari. Konstantin Khabensky, que ja havia treballat per Bekmambetov en Nochnoi dozor va ser triat pel director per tenir algun conegut en el rodatge. L'actor britànic Marc Warren va acceptar un paper en la producció perquè sempre va voler participar en una pel·lícula taquillera. Thomas Kretschmann al principi volia emular al seu personatge del còmic, però Bekmambetov el va convèncer que no ho fes. Per a la seva actuació va estar practicant durant hores la punteria amb una arma. Al principi Kristen Hager va fer una audició per al paper de Fox, encara que finalment es va decantar pel de Cathy, personatge que considerava divertit per interpretar.

### Rodatge
Les locaciones de la cinta se situen principalment a Chicago i el rodatge va tenir lloc a l'abril de 2007. Diverses escenes de persecucions (incloent la de l'helicòpter) van trigar dos dies a filmar-se a la zona de Wacker Drive, al llarg del riu Chicago entre Columbus Drive i LaSalle Street. Per filmar la primera escena es va fer ús de l'edifici Carbide & Carbon. Al maig, tot l'equip es va traslladar fins a la República Txeca on va estar dotze setmanes. Allà van fer servir una antiga fàbrica sucrera de Praga, en la qual el dissenyador de producció, John Myhre va construir una gran fabrica tèxtil. Igualment, una escena va ser rodada al castell de Pernštejn. Més endavant, l'equip es va traslladar a Budapest i va tornar a Chicago a l'agost.
Originalment, la pel·lícula tenia una obertura i un final alternatiu (disponible en l'edició especial del DVD i Blu-Ray). En l'opening alternatiu, un flashback que retrocedeix fins a temps immemorials descriu la història de la Germanor i el "teler del destí".
En la producció van treballar vuit companyies d'efectes visuals, la major part del treball la va realitzar la companyia Bazelevs. Els combois del Metro de Chicago i dels ferrocarrils europeus Pendolino van ser construïts, i combinats amb animació CGI per a les escenes d'acció. Per determinades escenes d'acció, els actors havien de practicar sprint i parkour.